# 8597 Сандвіченсіс
8597 Сандвіченсіс (8597 Sandvicensis) — астероїд головного поясу, відкритий 29 вересня 1973 року.
Тіссеранів параметр щодо Юпітера — 3,322.
Названо за латинською назвою виду морського птаха крячка рябодзьобого (лат. Sterna sandvicensis) з родини крячкових (Sternidae).